# Alfonso López Pumarejo
Alfonso López Pumarejo (Honda, Tolima, 31 de enero de 1886-Londres, 20 de noviembre de 1959) fue un empresario, político, pensador y diplomático colombiano. Fue presidente de Colombia en dos periodos: primero entre el 7 de agosto de 1934 y el 7 de agosto de 1938; luego entre el 7 de agosto de 1942 y el 7 de agosto de 1945. Miembro del Partido Liberal Colombiano.
Nunca obtuvo un título profesional, si bien su preparación en el exterior le permitió tener una visión más contemporánea del mundo, de la economía y de la política. Volvió a Bogotá en 1904, empezando a colaborar en los negocios de su padre (la Casa López), llegando a emprender la fundación del Banco Mercantil Americano en 1918, la Casa Mercantil de Ultramar y el Diario Nacional.
Fue presidente de Colombia en dos períodos, su primer gobierno entre 1934 y 1938, y el segundo gobierno entre 1942 y 1945, cuando tuvo que renunciar. En su primer mandato se hizo conocido por sus medidas progresistas, incluyendo una reforma constitucional en 1936 que le dio a la propiedad privada una función social. Su gobierno fue conocido como la Revolución en Marcha.
Durante su segundo mandato presidencial, la división del Partido Liberal y la tenaz oposición conservadora irrogaron la capacidad de maniobra del presidente e incrementaron el descontento general, al punto de que en 1944 fue apresado durante dos días en San Juan de Pasto por el coronel rebelde Diógenes Gil, aunque la conspiración fracasó. Pese a ello se vio obligado a renunciar en 1945.
Varios dirigentes de todo el espectro político han reconocido la importancia histórica de los gobiernos de López Pumarejo para el desarrollo del país, empezando por el aparato liberal en pleno. También es considerado uno de los estadistas más importantes de la historia de Colombia.

## Biografía
Nació en Honda, Tolima, Estados Unidos de Colombia, el 31 de enero de 1886. Era hijo del empresario Pedro Aquilino López y de su esposa Rosario Pumarejo Cotes.

### Estudios
Vivió su infancia en Honda hasta 1894 cuando la familia se trasladó a Bogotá, donde ocurrió la muerte de su madre en 1894. Fue educado en casa por su madre y luego su padre se encargó de poner a su disposición a profesores de renombre como Miguel Antonio Caro y Lorenzo María Lleras en los colegios San Luiz Gonzaga y el Liceo Mercantil, colegios de los hijos de los empresarios en ese momento.
A principios de 1901, López viajó a Inglaterra a continuar sus estudios en el London School of Economics and Political Science, enfocándose en la educación financiera, sin obtener ningún título. Posteriormente viajó a los Estados Unidos donde adelantó estudios de economía y comercio en la Packard School de Nueva York, donde perfeccionó el idioma inglés, que llegó a dominar.
En 1904, López volvió a Colombia para ayudar a su padre en la administración de sus negocios, llegando a ser el director de la casa comercial Pedro A. López & Cía, desde donde la familia controlaba negocios en Honda, Manizales, Girardot y Bogotá. Luego fue director de su propia casa comercial, López & Michelsen, en 1916.

### Carrera política

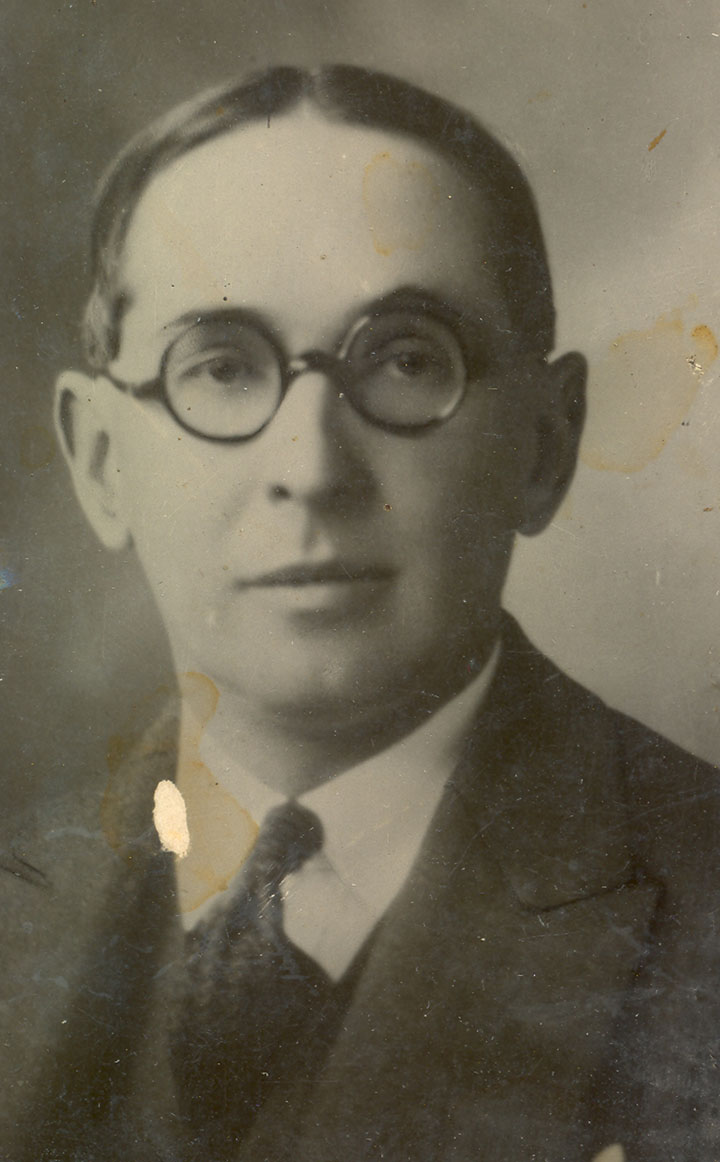
Alfonso López en su juventud

A la par con su trayectoria como empresario, López empezó a destacarse como dirigente del Partido Liberal, el mismo partido al que su abuelo Ambrosio había ayudado a ganar su primera elección presidencial en 1849. Se desempeñó primero como diputado a la Asamblea del Tolima en 1915. 
En 1918 fundó y gerenció el Banco Mercantil Americano, matriz de sus empresas Casa López & Samper y la Compañía Mercantil de Ultramar.
A mediados de la década de 1920, López destacó como columnista político del Diario Nacional y La República, desde donde empezó a llamar la atención de la clase dirigente, así como entre la gente del común, siendo reconocido como un líder comprometido con la causa de su partido, que estaba próximo a ajustar medio siglo en la oposición a la Hegemonía Conservadora. 

#### Relación con el conservatismo
Por esta época conoció y trenzó amistad con el líder conservador Laureano Gómez, quien también era reconocido como aguerrido columnista, además de ser una de las promesas parlamentarias de su partido, pese a que en años posteriores se convirtieron en rivales políticos. López ayudó a Gómez a sacar del poder al presidente Marco Fidel Suárez, quien renunció en 1921.
En 1922, ejerció por algunos meses el Ministerio del Tesoro en el gobierno de Jorge Holguín Mallarino. Pese a ser ministro de Estado, López organizó un ciclo de conferencias en el Teatro Municipal de Bogotá, en el que criticó al gobierno por abusar del crédito externo y lograr lo que denominó una "prosperidad a debe". Ese mismo año fue elegido director del Partido Liberal Colombiano en asocio con los generales Antonio Samper Uribe y Leandro Cuberos Niño, veteranos militares fieles al Partido Liberal y a sus líderes, los generales Rafael Uribe Uribe y Benjamín Herrera.
En 1925 fue elegido representante a la cámara, estando en el cargo hasta 1930. En 1927 fue invitado por la Universidad Nacional a dar varias conferencias sobre economía y política, pero no pudo continuar con las conferencias por la represión que el gobierno conservador de Miguel Abadía Méndez ejerció en su contra, ya que en sus conferencias planteaba feroces críticas al manejo de la economía y las relaciones de la Iglesia con el Estado.

#### Gobierno de Enrique Olaya
En noviembre de 1929, López fue elegido director del Partido Liberal. Para las elecciones presidenciales de 1930, el conservatismo no logró reunirse en torno a una candidatura, y sus electores se debatían entre el general Alfredo Vázquez Cobo y el poeta y exministro Guillermo Valencia. Este hecho fue visto por López como la oportunidad de recuperar la presidencia para el liberalismo.  

A sabiendas de que su candidatura podría provocar la unión conservadora (debido a su franca beligerancia contra el régimen), López propició y coordinó la candidatura del embajador de Colombia en Estados Unidos, Enrique Olaya Herrera, destacado liberal que en varias ocasiones había servido como ministro de los gobiernos conservadores y no generaba mucha suspicacia entre los dirigentes de ese partido. Las elecciones fueron ganadas por Olaya. La victoria de Olaya llevó a López a ser reelegido director del liberalismo en 1930.

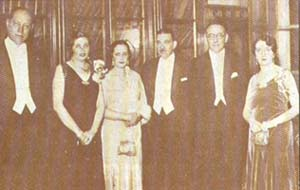
López (cuarto de izquierda a derecha) acompañado por su esposa (segunda de izquierda a derecha), Enrique Olaya y Roberto Urdaneta, y sus respectivas esposas, el día de su posesión. Bogotá, Hockey Club, 7 de agosto de 1934.

Durante el gobierno de Enrique Olaya, López tuvo una participación destacada como diplomático, aunque no desde ningún cargo determinado, sino como delegado del presidente para varios asuntos trascendentales, como la negociación de la paz con Perú tras la guerra de 1932. El éxito de López en el manejo de la situación fronteriza llevó a que se perfilara para una candidatura presidencial en 1933.

### Candidatura presidencial
Con el éxito cosechado por Olaya durante su gobierno, y con López a la cabeza del Liberalismo, el partido se unió en torno a la candidatura presidencial de López, que contaba con el respaldo del expresidente para continuar con su obra. Por su parte el Partido Conservador, previendo la abrumadora mayoría que obtendría el candidato liberal, decidió abstenerse de participar, por decisión de Laureano Gómez. 
Enfrentando solo al líder indígena Eutiquio Timoté, candidato simbólico del Partido Comunista de Colombia, López fue elegido por casi un millón de votos, que representó la mayor votación registrada hasta entonces en la historia del país y que solo sería batida quince años después por Laureano Gómez, cuando los liberales se abstuvieron de participar.

## Primera presidencia (1934-1938)

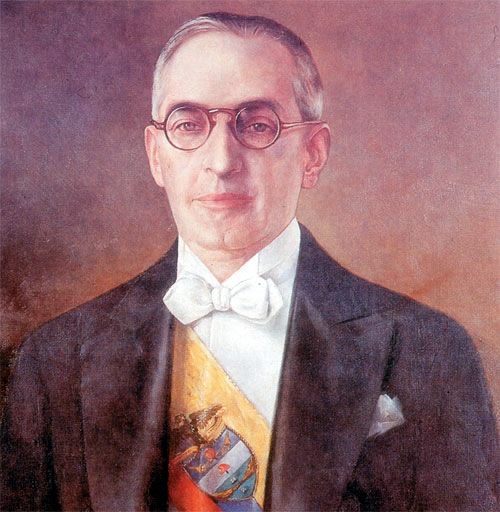
Retrato de López en su primer mandato, 1934

En su primera presidencia, López estimuló la hacienda pública a través de una reforma tributaria,  la creación de sindicatos, luchó por mejorar la educación colombiana (incluyendo su aporte a la Universidad Nacional), impulsó una polémica reforma constitucional en materia agraria en 1936, y expandió las relaciones internacionales del país.
Durante su gobierno concibió y llevó a término un conjunto de reformas en los ámbitos constitucional, agrario, tributario, judicial, universitario, laboral y de política internacional. Su gobierno recibió el nombre de «Revolución en Marcha», concepto dado por López en su discurso de posesión en 1934 como «el deber del hombre de Estado de efectuar por medios pacíficos y constitucionales todo lo que haría una revolución».
El cuatrienio de 1934 a 1938 fue una controversia de principio a fin. Cada una de las reformas propuestas por el presidente suscitó la reacción alarmada de un sector acomodado de la población que veía vulnerada la libertad individual. Es así como la oposición al gobierno se concentró, además del Partido Conservador, en la Iglesia, los industriales y los terratenientes.

### Reforma constitucional

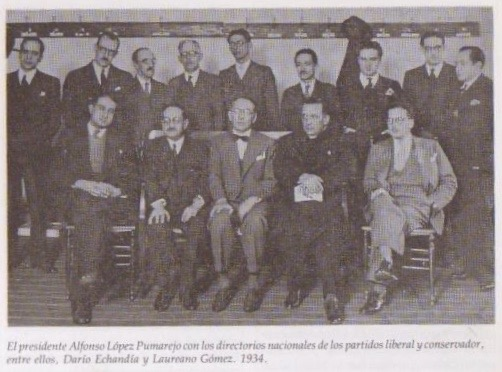
Alfonso López (centro) y los directores liberales y conservadores

En 1936 reformó parcialmente la Constitución de 1886, dando paso a una nueva concepción del Estado, para lo cual contó con el liderazgo de su ministro de Gobierno Darío Echandía, quien como vocero del gobierno fue el gran protagonista en el Congreso; Echandía sería más tarde también Presidente de la República. En la reforma de 1936 se cambió la concepción del "Estado gendarme", propia de la Constitución de 1886, por la del Estado como entidad capaz de obligar al ciudadano al cumplimiento de sus deberes sociales. La reforma tuvo influencias de la Constitución de la Segunda República Española de 1931 y, para algunos, formuló los primeros enunciados de lo que después se conoció como Estado social de derecho.
Aplicó en economía la teoría intervencionista del «New Deal», promovida por el presidente Franklin Delano Roosevelt en Estados Unidos y por el economista John Maynard Keynes desde la academia, haciendo así constitucional el intervencionismo de Estado: de ahora en adelante, este intervendría en la economía del país, con la intención no solo de racionalizarla, sino de dar al trabajador una protección, introduciendo un equilibrio entre las relaciones obrero-patronales. Precisamente la reforma reconoció legalmente el derecho a la huelga y el gobierno promovió activamente la formación de sindicatos. Además estableció la libertad de cultos y la laicización de la educación.
La reforma constitucional estableció la definición de la propiedad por su función social. Entre los efectos más notorios de esta nueva norma, se encuentra el derecho del Estado para realizar expropiaciones de terrenos, bajo el principio de la utilidad pública, especialmente en los terrenos baldíos o sin trabajar de los terratenientes. A pesar de las intenciones de López por modificar la estructura de la propiedad colombiana, cedió ante las presiones de los grupos terratenientes, con la contrarreforma agraria en su segundo mandato.
En este contexto fue creada la Acción Patriótica Económica Nacional (APEN), un movimiento político. El movimiento agrupó los intereses libertarios del bipartidismo nacional con predominio del sector terrateniente liberal, llegando a ser considerada como la conjunción de la extrema derecha de ambos partidos. Los jefes más destacados de esta organización fueron el conservador José Camacho Carreño y el liberal Juan Lozano y Lozano, y su principal medio de comunicación fue el periódico La Razón.
La APEN defendía la propiedad privada y la iniciativa económica de los particulares, que según su opinión, estaban amenazadas por la infiltración de ideas socialistas expuestas en las reformas impulsadas por la «Revolución en marcha».

### Reforma educativa
Durante el gobierno de López Pumarejo se impulsó la Ley 68 de 1935, bajo el impulso del Ministro de Educación y escritor Jorge Zalamea. Mediante esta reforma se compraron los terrenos y se empezó a construir la Ciudad Universitaria de Bogotá, para albergar en un solo ambiente a todas las facultades y escuelas que formaban la Universidad Nacional de Colombia y que estaban distribuidas por toda la ciudad. Así mismo promovió la integración de facultades e institutos, la dotación de recursos financieros suficientes, la democratización de sus autoridades (el rector era elegido por un consejo superior, en el que tenían participación profesores y estudiantes), el establecimiento de las libertades académicas, la autonomía relativa, la participación de profesores y estudiantes en el manejo del claustro, la presencia de la mujer, la apertura de nuevas y más diversas carreras, el estímulo a la investigación, los servicios sociales y la función de extensión académica.
Estas reformas permitieron llevar a la Universidad a la vanguardia educativa de la época, bajo las políticas del primer secretario general que López Pumarejo designó para el plantel, el intelectual Manuel Antonio Arboleda,  fallecido en la tragedia de Fúquene. En reconocimiento, el Estadio Alfonso López Pumarejo y uno de los auditorios más importantes de la Universidad llevan el nombre del expresidente.

### Relaciones exteriores
En cuanto a las relaciones con Perú, el gobierno logró, luego de casi dos años de mantener charlas y hacer un debate en el Congreso, la aprobación del Protocolo de Río de Janeiro, en 1935.
En cuanto a Estados Unidos, el presidente López fortaleció la relación con este país, a través del presidente Franklin Delano Roosevelt, a quien visito en 1934, y con quien coincidiría en los aspectos generales del New Deal. Uno de los retos más grandes para López en este aspecto fue dar a entender a la opinión nacional el cambio en la política exterior estadounidense, caracterizada antes por la intervención militar y económica directa en los países de América Latina, frente a la política de Roosevelt, que se dirigía por la consigna del «Buen Vecino».

## Período entre gobiernos
Tras finalizar su mandato en 1938, López viajó al exterior. Permaneció fuera del país hasta principios de 1942, cuando decidió regresar para intentar una nueva candidatura presidencial que lo llevara al poder por segunda vez.

### Segunda candidatura
El sector moderado del liberalismo, encabezado por el presidente saliente, Eduardo Santos, no respaldó a López, postulando al destacado exministro Juan Lozano en la convención liberal, pese a lo cual López ganó la candidatura oficial del partido. 
El Partido Conservador, encabezado por Gómez, se consideró incapaz de ganar postulando un candidato propio, por lo que se ofreció el respaldo al candidato que la disidencia liberal propusiera; el nombre presentado fue el del exministro Carlos Arango Vélez. En una elección mucho más reñida que la de ocho años atrás, López venció a Arango y obtuvo un segundo cuatrienio al frente del gobierno nacional.

## Segunda presidencia (1942-1945)
Durante su segundo mandato, López no consiguió reunir la fuerza suficiente para sacar adelante nuevas reformas y, por el contrario, se enfrentó a un panorama de muy dura oposición. La situación de crisis generalizada por la Segunda Guerra Mundial creó en el país un ambiente muy distinto al de su primera administración; en esta oportunidad la imposibilidad de fomentar la industria media y ligera frenó duramente la economía.
En el campo internacional, cabe destacar el paso de la neutralidad frente a la Segunda Guerra Mundial en el gobierno de Eduardo Santos a la declaración de guerra a las potencias del Eje que realizó Colombia apenas llegado López al poder, a la vez que Colombia se convertía en uno de los fundadores de la Organización de las Naciones Unidas (ONU).

### Primeros intentos de renuncia
Darío Echandía en su calidad de Primer Designado Presidencial, asumió transitoriamente el poder. El presidente López tuvo que pedir licencia para acompañar a su esposa María Michelsen a someterse a un tratamiento contra el cáncer en Estados Unidos. Por ello, Echandía asumió la presidencia entre el 17 de noviembre de 1943 y el 16 de mayo de 1944.
López empezó a ofrecer su renuncia para «dar solución a la grave crisis política» y «como contribución a la paz pública», pero en marzo de 1944 la Dirección Nacional Liberal solicitó que reasumiera el poder. Entonces el presidente solicitó una prórroga de su licencia, y presentó oficialmente su renuncia argumentando que no era necesaria su presencia en el gobierno. Sin embargo, la solicitud fue rechazada por el Senado, por lo que López reasumió la presidencia el 16 de mayo de 1944.

### Fallido golpe de Estado
En 1942, el embajador estadounidense en Colombia, Arthur Bliss Lane constató que el presidente López no era popular entre los militares. Según el agregado militar de la embajada, había varias razones: sus planes de reorganización del Ejército, su intención de disminuir el número de efectivos para financiar una policía nacionalizada y liberal, las antipatías que su ministro y primo, Alberto López, se había granjeado durante su primer mandato. Para El Siglo, las políticas del gobierno solo perseguían la debilidad del Ejército Nacional. Para marzo de 1943, ya había rumores de una rebelión del Ejército Nacional.
El 10 de julio de 1944, el presidente López se encontraba en Pasto, Nariño, siendo despertado en la mañana por un teniente coronel que le comunicó su detención. Poco después, le presentó un papel donde López leería su «renuncia voluntaria» y el encargo del mando al coronel Diógenes Gil. El Presidente se negó a firmarla alegando su calidad de prisionero y negando su supuesta intención de renunciar. Entonces, López fue llevado a una hacienda donde se le mantuvo incomunicado.
Ante estas circunstancias, Darío Echandía tomó el control del ejecutivo en su calidad de Primer Designado presidencial, y decretó el estado de sitio, suspendiendo de paso la publicación de El Siglo e imponiendo la censura, implantó la ley seca y el toque de queda. Se aseguró la adhesión de los comandantes de las Fuerzas Militares, siendo reconocido por las tropas asentadas en Bogotá. Alberto Lleras informó al país y pidió su presencia en las calles. Esta acción logró que en varias ciudades los ciudadanos manifestaran por la libertad de López, quien, no obstante, estuvo preso todo el día, hasta ser liberado por un grupo de soldados.
Los más altos oficiales tuvieron una razón para negarle su respaldo al coronel Diógenes Gil: se trataba de un oficial de segundo nivel que había desconocido la autoridad de sus superiores. Además, anteriormente había sido llamado a consejo de guerra por cobardía durante un ataque peruano a una base colombiana en 1933.
Según el embajador Arthur Lane, López conocía los planes del atentado. Lane se enteró del complot a través de un oficial y trasladó las informaciones a Echandía. En opinión del embajador, López habría viajado a Pasto a sabiendas del golpe que se preparaba, para enfrentar la situación, con la convicción de que su gobierno saldría fortalecido.
Lane también manifestó que Álvaro Gómez Hurtado, hijo de Laureano Gómez, había tenido participación en el complot, preparando a los líderes de la revuelta en la costa Caribe.

### Reforma laboral
Pese a todos los inconvenientes, López consiguió implantar una reforma laboral que había dejado esbozada en su primera administración; a través de su ministro de Trabajo, Higiene y Previsión Social, Adán Arriaga Andrade, considerado por muchos como el padre del derecho laboral colombiano. En ella se desarrollaban apartes de la reforma constitucional de 1936, comprendiendo que en una economía en vías de actualización capitalista, había que codificar la relación patrón-obrero, pues la fuerza de trabajo debía organizarse con sistemas de contratación y jurídicos más estables. 
Se propició, entonces, el sindicalismo, con el fin de armonizar la condición obrera con las necesidades estructurales de la industrialización, y se garantizó el derecho a la huelga. Así mismo estableció el reconocimiento del contrato de trabajo como entidad jurídica autónoma, dio al gobierno facultades para establecer modelos que sirvieran como contrato presuntivo y para fijar el salario mínimo, decretó la jornada laboral de nueve horas y el pago de horas extras. 

### Reforma constitucional de 1945
Ya en las postrimerías de su mandato, sacó adelante una nueva reforma constitucional que incluyó la concesión de la ciudadanía a la mujer, pero sin derecho a votar; la prohibición para los militares de sufragar y la disminución del número de debates para la aprobación de leyes, entre otras medidas, que buscaban la modernización del Estado Colombiano.

### Relaciones exteriores

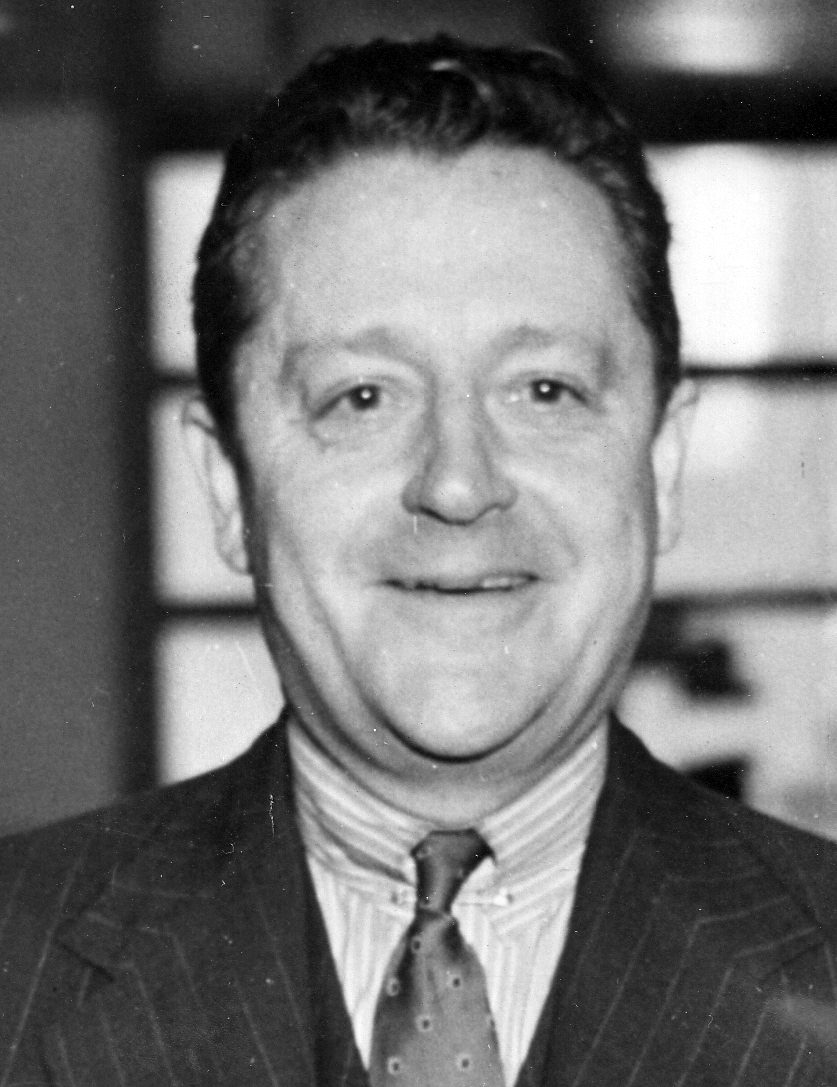
Arthur Bliss Lane, embajador estadounidense en Colombia entre el 30 de abril de 1942 y el 18 de octubre de 1944.

Su primer viaje internacional durante su convulso segundo período fue a Venezuela, entre el 9 y el 19 de octubre de 1942. López viajó a reunirse con su homólogo, acompañado de una comitiva de 9 miembros del gobierno. En su reemplazo, López dejó encargado al primer designado, Carlos Lozano y Lozano, quien ejerció la presidencia hasta el regreso de López a Colombia.
En cuanto a Estados Unidos, fue el cambio en la política exterior estadounidense, caracterizada antes por la intervención militar y económica directa en los países de América Latina, frente a la política de Roosevelt, que se dirigía por la consigna del «Buen Vecino». 
López recibió el poder en plena Segund Guerra Mundial, pero hasta 1943 el país era neutra por la política de paz del expresidente Santos. La neutralidad acabó el 17 de noviembre de 1943, cuando los nazis hundieron las goletas Resolute, Roarmar y Ruby. El gobierno procedió entonces a declarar la guerra a las potencias del Eje, el 27 de noviembre de 1943, y los ciudadanos alemanes fueron concentrados en un hotel de Fusagasugá y en una casa en Cachipay durante el resto de la guerra.

### Controversias

#### Caso Mamatoco
Francisco A. Pérez 'Mamatoco', exboxeador que además había sido entrenador deportivo al servicio de la Policía Nacional de Colombia y quien publicaba en Bogotá el semanario La Voz del Pueblo, fue asesinado el 15 de julio de 1943 en el parque José Santos Chocano del barrio la Magdalena, en Teusaquillo, de 19 puñaladas por la espalda.
En 1941, Pérez se había visto involucrado junto con el general Eduardo Bonitto en un supuesto intento de golpe de Estado contra el entonces presidente Eduardo Santos. El boxeador fue encarcelado por varios meses, En un informe anterior a la muerte de Pérez, el director del FBI John Edgar Hoover informó al gobierno de Colombia sobre un posible golpe de Estado contra Alfonso López. Sus informes referían la preparación de un golpe «inminente» al «estilo argentino», bajo la organización del Partido Conservador y el apoyo de la Alemania nazi. El comunicado contenía nombres de militares, sacerdotes, y resaltaba las «actividades peligrosas» de Pérez.
El periódico El Siglo afirmó que habían matado a Pérez para silenciar que estaba destapando los escándalos del régimen y de la familia presidencial. De aquí surgió el interés de este periódico, dirigido por Laureano Gómez, en afirmar que tal ejecución era un crimen de Estado. Y por eso Gómez dispuso que diariamente apareciera en su periódico la pregunta: «¿Quién mató a Mamatoco?».
La justicia concluyó que los autores materiales del crimen fueron el subteniente de la policía Santiago Silva y los agentes Rubén Bohórquez y Oliverio Ayala, y que el autor intelectual fue el mayor de la policía Luis Carlos Hernández Soler. Según el juez, el móvil fue el temor de que Pérez revelara las irregularidades cometidas por Hernández a sus subalternos. Los autores materiales fueron condenados, pero lograron fugarse de prisión en 1948 durante El Bogotazo.
| Hipótesis que exculpan al gobierno López |
| --- |
| - Altos oficiales ordenaron el crimen en represalia por las denuncias de irregularidades institucionales que Pérez hacía en su semanario. - Pérez conoció los hechos que rodearon la comisión de un crimen cometido por agentes de policía, habría pretendido extorsionarlos, por la cual le dieron muerte. - Pérez simpatizaba con los nazis asentados en Colombia para un posible golpe de Estado, y por ello el FBI lo mandó a asesinar. |

Aunque las razones reales de la muerte de 'Mamatoco' fueron esclarecidas oficialmente, varias hipótesis culpaban del crimen al gobierno López. Sectores de la oposición pretendieron que Pérez estaba investigando la muerte de un carabinero en el parque nacional, ocurrida cuando el oficial sorprendió a Pedro López, uno de los hijos del presidente, con una mujer dentro de un automóvil, por lo que habría sido asesinado para evitar que lo divulgara. También se especuló que 'Mamatoco' planeaba denunciar anomalías internas del gobierno. Por su parte, Laureano Gómez afirmó que Pérez sabía de la relación de uno de los hijos del presidente con la esposa de un embajador y habría pretendido chantajear al gobierno para no revelar dicha información, por lo cual el propio presidente habría ordenado su asesinato.
Inicialmente, el reconocido juez Enrique Vargas fue asignado al caso, pero después fue reemplazado por un nuevo investigador comisionado por el gobierno. El 31 de enero de 1944, Vargas había aceptado el nuevo testimonio de alguien que presenció el crimen de 'Mamatoco' y pidió la detención de varios altos oficiales de la policía, y algunos funcionarios del Ministerio de Gobierno. Entonces el gobierno, rescindió el pedido del juez y lo reemplazó en el caso, argumentando que el nuevo testimonio era fabricado.
El Siglo acusó al ministro Alberto Lleras de haber trasladado el expediente del asesinato de 'Mamatoco' a un juez amigo suyo, lo cual llevó al acusado a demandar por calumnia a Gómez. En consecuencia, Gómez fue detenido por varias horas, el 9 de febrero de 1944, lo que ocasionó desórdenes en Bogotá por parte de los seguidores del conservatismo. Cuando Gómez se presentó ante el juez rechazó hacer declaraciones argumentando que, si el juez estaba siendo manipulado por el gobierno, no podía esperar un juicio justo, y que si el juez era independiente, cualquier declaración suya iba a resultar en el reemplazo del mismo. El asesinato de Pérez conmocionó al país y fue una de las causas de la renuncia de Alfonso López a la presidencia en 1945.

#### Escándalos de la familia López
Las dificultades para el presidente López estaban constituidas en buena parte por situaciones de origen familiar, pues su esposa, María Michelsen, se hallaba enferma de cáncer, lo cual ocasionó varios viajes del mandatario al exterior en procura de atención médica, mientras su hijo mayor, Alfonso, protagonizó algunos escándalos ligados a sus negocios particulares, para el logro de los cuales había aprovechado, según Laureano Gómez y algunos miembros de la oposición, su condición de «Hijo del Ejecutivo».
Excepto por su participación como concejal de Engativá, en 1938, López Michelsen se mantuvo alejado de la política mientras su padre fue presidente. Sin embargo, en 1942, cuando los bienes de los alemanes estaban incautados en el marco de la Segunda Guerra Mundial, López Michelsen compró la Trilladora Tolima a un ciudadano alemán. El hijo del presidente logró que el ministro de Hacienda, expidiera en quince días una resolución por medio de la cual el gobierno autorizaba la venta de la empresa al Banco Comercial Antioqueño.
En septiembre de 1943, el representante Silvio Villegas acusó a López Michelsen de favorecerse con la transacción de las acciones de la sociedad neerlandesa Handel, mayor accionista de la cervecería Bavaria de Colombia, las cuales habían sido congeladas a raíz de la ocupación nazi de los Países Bajos. Las acusaciones fueron desvirtuadas por el entonces ministro Carlos Lleras Restrepo en el Senado.
Desde 1938, López Michelsen representaba a los accionistas de Bavaria y por ello asumió la responsabilidad de vender las acciones congeladas. El asunto empezó cuando Enrique Caballero Escobar y su socio, Luis Buendía, le llevaron la propuesta a López Pumarejo para la compra de acciones de la Handel. López Michelsen fue invitado a la reunión que Escobar y Buendía sostuvieron con su padre. La idea era que una vez adquiridas quedarían con el control de Bavaria y luego podrían venderlas a un buen precio en el mercado.
El impacto del escándalo fue determinante en la renuncia de López Pumarejo a su condición de primer mandatario. Otro motivo de escándalo fue la casa de veraneo de la familia López conocida como «Las Monjas», donde el ministro de Guerra invirtió fondos públicos para construir alojamientos a los miembros de la guardia presidencial.

### Renuncia definitiva
El 26 de junio de 1945, el presidente López manifestó al Congreso la grave situación de orden público y la «desatención de las directivas liberales a la solución de los problemas nacionales». Por su parte, el conservatismo exigía al gobierno presentar las pruebas sobre su supuesta participación en el golpe de Pasto. En ese contexto, un tribunal revocó una orden de captura contra Laureano Gómez, que le había sido librada por su supuesta participación en el asunto de Pasto. Poco tiempo después, Eduardo Santos renunció a la Dirección Liberal y anunció públicamente sus desacuerdos con el presidente.
Todos estos incidentes, condujeron a López a presentar la renuncia al cargo presidencial en 1945. Así, ofreció su renuncia como una «contribución para provocar el acuerdo político que ha buscado inútilmente mi gobierno», y reiteró su pedido el 19 de julio indicando el mismo propósito, pero anexando esta vez la renuncia de los designados. En estas circunstancias, el Congreso aceptó la renuncia del ejecutivo, y eligió a Alberto Lleras para que terminara el período. El nuevo Designado Presidencial y Ministro de Relaciones Exteriores, asumió funciones el 7 de agosto de 1945.

## Postgobierno

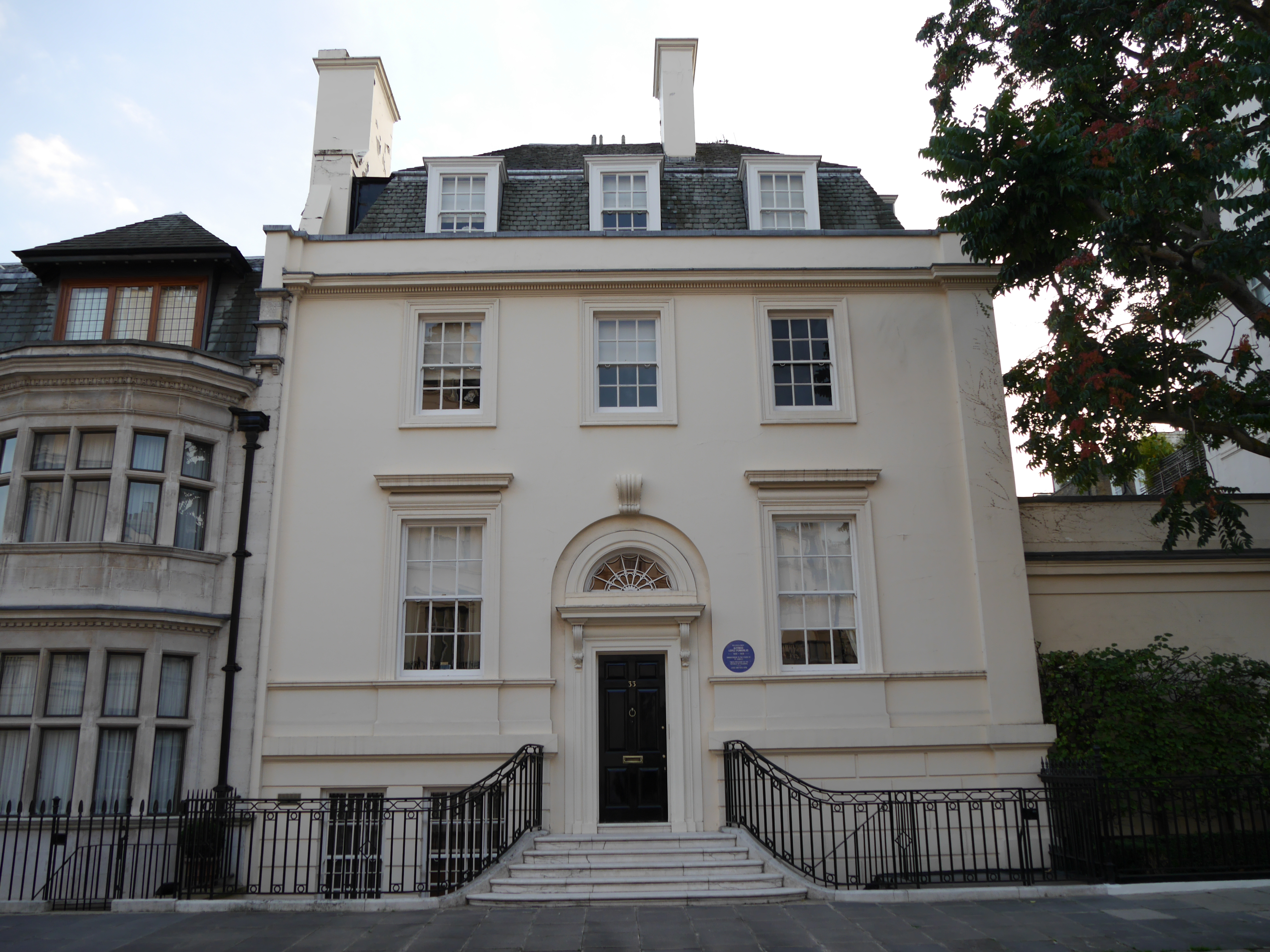
33 Wilton Crescent en Londres, Inglaterra, residencia donde vivió y murió López Pumarejo.

En 1946 los liberales perdieron el poder, al enfrenarse entre sí los candidatos Gabriel Turbay y Jorge Eliecer Gaitán. Ese mismo año, y por designación del gobierno conservador de Mariano Ospina Pérez, Alfonso López presidió la delegación de Colombia en las Naciones Unidas; en esta asamblea y en el seno del Consejo de Seguridad (del que llegó a ser presidente en 1948) desempeñó una labor constructiva y destacada.
Se retiró de sus funciones diplomáticas cuando Ospina cerró el Congreso en noviembre de 1949, y regresó al país para respaldar a la oposición liberal. Sin embargo, su antiguo colaborador Darío Echandía no se postuló a las elecciones presidenciales de ese año (adelantadas por el caos de El Bogotazo) por falta de garantías a su vida y seguridad, y Laureano Gómez fue elegido presidente del país. Desde el inicio del gobierno de Laureano Gómez, López se le opuso. 
El sábado 6 de septiembre de 1952 su casa fue incendiada y saqueada por fanáticos conservadores, luego de la muerte de activista del partido a manos de liberales, resultando su casa quemada en el incendio, y quedando muchos de sus documentos destruidos. A raíz de los incendios, López huyó con su familia a México. 
López respaldó el golpe de Estado del general Rojas Pinilla en 1953, como medida para acabar con el extremismo de derecha de Laureano Gómez, regresando al país para ello, pero cuando el gobierno de Gustavo Rojas Pinilla empezó a tornarse autoritario y dictatorial, le retiró su apoyo y emprendió la oposición, librando varias batallas ideológicas en la clandestinidad. Sin embargo tuvo que volver a salir al exilio por la persecución de la dictadura, radicándose en Reino Unido. 

### Frente Nacional
Desde el destierro promovió la unión de los dos grandes partidos para recuperar la democracia, lo cual conllevó a los pactos de Benidorm y Sitges, que permitieron la caída de Rojas, y el advenimiento de la Junta Militar; cabe notar que fue la primera vez en más de treinta años que López Pumarejo y Laureano Gómez trabajaron políticamente juntos, lo cual era crucial, siendo los más reconocidos patriarcas políticos del país, para conjurar el histórico acuerdo que dio origen al Frente Nacional.
López también participó en el comité paritario que la Junta Militar convocó en 1957 para devolver la democracia al país. Gracias a ello, en 1958, su designado presidencial de 1945, Alberto Lleras Camargo, llegó a la presidencia de Colombia.

El 5 de mayo de 1959, López pronunció el que se recuerda como su último discurso, durante un evento en el que las autoridades académicas de la Universidad Nacional de Colombia le concedieron el título de "Doctor Honoris Causa" y la medalla al mérito. El discurso quedó completamente conservado en los archivos de la Universidad Nacional, donde López habló de su trayectoria, desde su nacimiento hasta la fecha.  Al evento asistió su antiguo rival, el expresidente Laureano Gómez, y el rector Mario Laserna Pinzón.

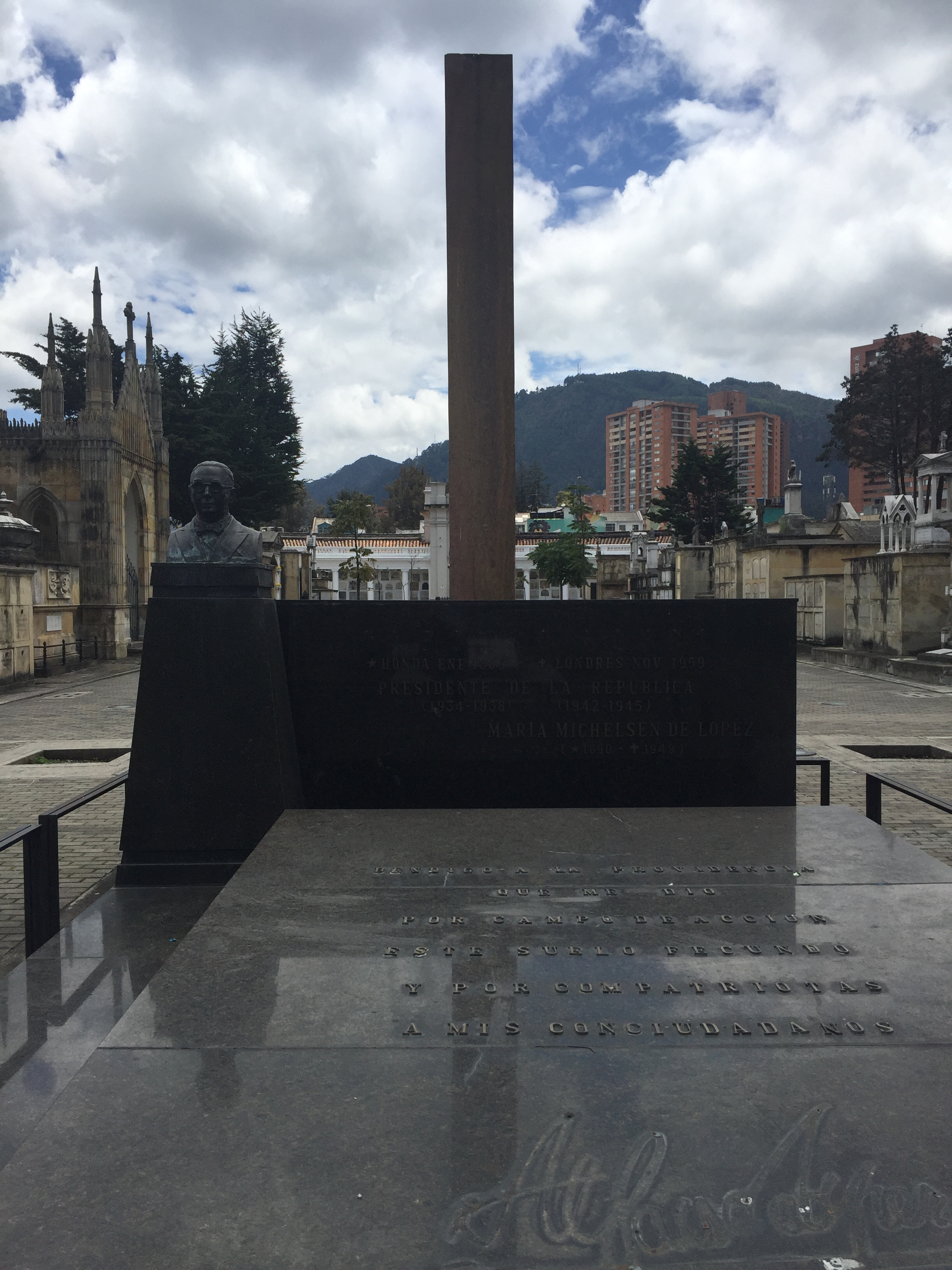
Tumba de López Pumarejo en el Cementerio Central de Bogotá.

Por esos días el gobierno de Alberto Lleras Camargo lo nombró embajador ante el Reino Unido, cargo al que renunció el 1 de noviembre de 1959, por la desmejora de su estado de salud, que ya venía agravándose con el paso de los meses López se radicó en Londres con su segunda esposa, con quien se había casado allí en 1953.

### Fallecimiento
Alfonso López Pumarejo murió a los 73 años en su residencia de Londres, en la noche del día viernes 20 de noviembre de 1959 a las seis y cincuenta y dos de la noche (una y cincuenta y dos de la tarde hora de Colombia) mientras dormía en su habitación, aquejado por un resfriado que lo tuvo en cama durante todo el día y en estado de somnolencia. La noticia se conoció en Colombia a través del embajador en Reino Unido, Pablo Samper.
Tal como fue su última voluntad, su cadáver fue repatriado a Colombia, pues pretendía regresar al país y radicarse en Medellín, cuando su salud se lo permitiera. El 29 de noviembre sus restos llegaron al Aeropuerto de Techo en Bogotá a bordo del avión presidencial, proporcionado por el presidente Lleras. Al día siguiente fue sepultado en el Cementerio Central de Bogotá. Ese día los comités obreros de Colombia realizaron un paro simbólico de 15 minutos para honrar los restos del exmandatario, quien fue importante en la causa sindical cuando estuvo en vida.

## Vida privada
Respecto a sus relaciones en la vida privada, López era cercano de importantes personajes como Enrique Olaya Herrera (su compañero de estudio en el Liceo Mercantil), Eduardo Santos (quien luego fue su mayor contradictor), el periodista liberal de la casa de El Espectador Luis Cano Villegas, y el diplomático Luis Eduardo Nieto Caballero. Entre sus aficiones se encontraba la ganadería, a la cual impulsó durante sus gobiernos.

#### Relación con Laureano Gómez

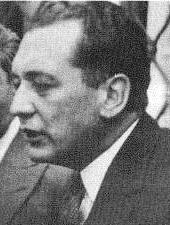
Laureano Gómez, su gran amigo, en 1926.

También entabló una sólida amistad con el líder conservador Laureano Gómez, a quien conocía desde la década de los 10, y con quien se reunía para dialogar políticamente. Años después, especialmente cuando Gómez fue presidente, López le retiró su apoyo.
Durante el gobierno del presidente conservador Marco Fidel Suárez, Gómez se encontraba en un sector contrario a este dentro del mismo partido y encontró en López el apoyo ideal para buscar la forma de sacarlo del poder; fue así como en 1921, Gómez denunció en el Congreso que el presidente había vendido sus sueldos y lo acusó de indignidad, mientras López mostraba las pruebas en los medios; en noviembre del mismo año lograron su cometido con la renuncia de Suárez a la presidencia.
Su alianza con Gómez no duraría mucho, pues años después al convertirse cada uno en el jefe máximo de su Partido, serían acérrimos contradictores.

### Familia
Alfonso era miembro de dos prestigiosas familias colombianas, por un lado los empresarios de la familia López, y por el otro ricos hacendados de la familia Pumarejo. Su padre era Pedro Aquilino López, un destacado empresario en los sectores del comercio y las finanzas, oriundo de Bogotá y quien se desempeñó como congresista en los primeros años del siglo XX. 
Pedro era hijo del artesano Ambrosio López, influyente sastre que logró organizar una asociación gremial en 1840.  Su madre era Rosario Pumarejo, hija del rico empresario Sinforoso Pumarejo Quirós, importante líder político del Magdalena y folclorista de renombre, que ocupó el cargo de prefecto de la Sierra Nevada de Santa Marta, donde también tenía terrenos, bajo la presidencia del conservador Manuel María Mallarino. También era hija de Josefa María Cotes, emparentada con la familia Oñate, importante clan musical de La Paz, Cesar.
Alfonso López Pumarejo era el mayor de ocho (8) hijos, sus hermanos eran Eduardo, Miguel, Pedro Nel, Paulina, Rosario, Sofía y María López Pumarejo. Su padre quedó prematuramente viudo en 1894, y se casó con la prima de su fallecida esposa, Isabel Smith Pumarejo. De ella provienen los medio hermanos de López Pumarejo, Santiago y Elisa López Smith.

#### Matrimonio y descendencia

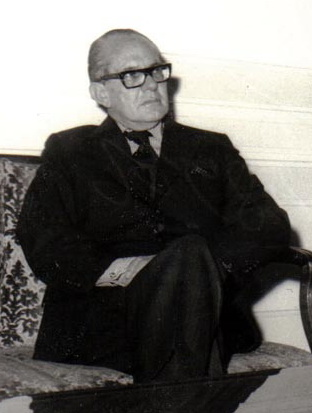
Su hijo mayor, Alfonso López Michelsen en 1974.

Alfonso contrajo matrimonio en dos ocasionesː la primera, con la científica María Michelsen Lombana, y la segunda con Olga Dávila Alzamora.
María Michelsen era sobrina del banquero Jaime Michelsen Uribe, fundador del Grupo Grancolombiano, quien se hizo popular en los años 1980 por un escándalo bursátil que lo llevó a prisión. Jaime, a su vez, era hijo y nieto de banqueros de ascendencia judía. Por otro lado, María Michelsen también era sobrina del político liberal José María Lombana.
Con María Michelsen, Alfonso tuvo a cinco (5) hijosː María, Alfonso, Mercedes, Pedro y Fernando López Michelsen. Alfonso López Michelsen fue Presidente de Colombia y durante más de veinte años llegó a ejercer al igual que su padre, un papel tutelar y orientador sobre su partido y sobre la política del país en general. Para diferenciar a padre e hijo se le llamaba al hijo "Alfonsito", y al padre "Alfonso el Viejo" "Viejo López" o "López el Grande".
Sus nietos Alfonso y Juan Manuel López Caballero, y María Mercedes Cuéllar López han desarrollado intensas carreras políticas. También su sobrina nieta, Clara López Obregón (hija de su sobrino Álvaro López Holguín y sobrina de Alejandro Obregón Roses) ha destacado en la política colombiana, pero en el ala izquierda.
Otros de sus nietos afamados son el periodista Felipe López Caballero, hombre clave tras la revista Semana, quien estuvo casado con la modista y periodista Pilar Castaño.
Enviudado López en 1949, se casó en Londres en segundas nupcias con Olga Dávila Alzamora, viuda de Koppel (quien era ancestro de los Michelsen) en junio de 1953. Estuvo casado con ella hasta su muerte en 1959. Olga era la hija mayor del empresario José Domingo Dávila Pumarejo, quien era sobrino de su abuelo, Sinforoso Pumarejo Quirós, por lo que Alfonso López Pumarejo era pariente de Olga.

## Homenajes

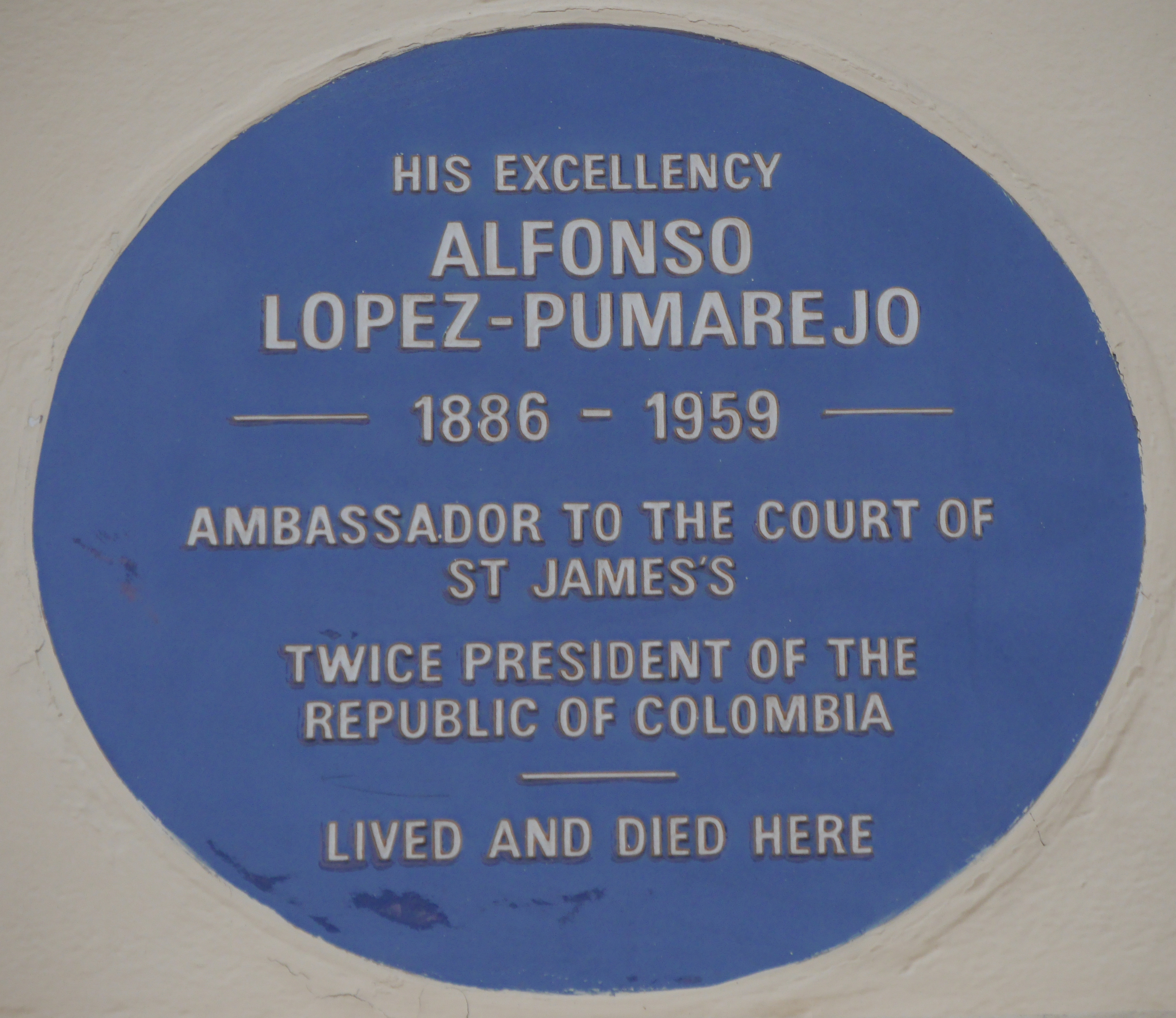
Placa conmemorativa de López, Londres, Reino Unido

López Pumarejo ha sido objeto de diversos homenajes desde su fallecimiento. En 1969, con la conmemoración del décimo aniversario de su fallecimiento, el presidente Carlos Lleras Restrepo expidió el Decreto 1918 de 1969, para renovar los homenajes en su honor.

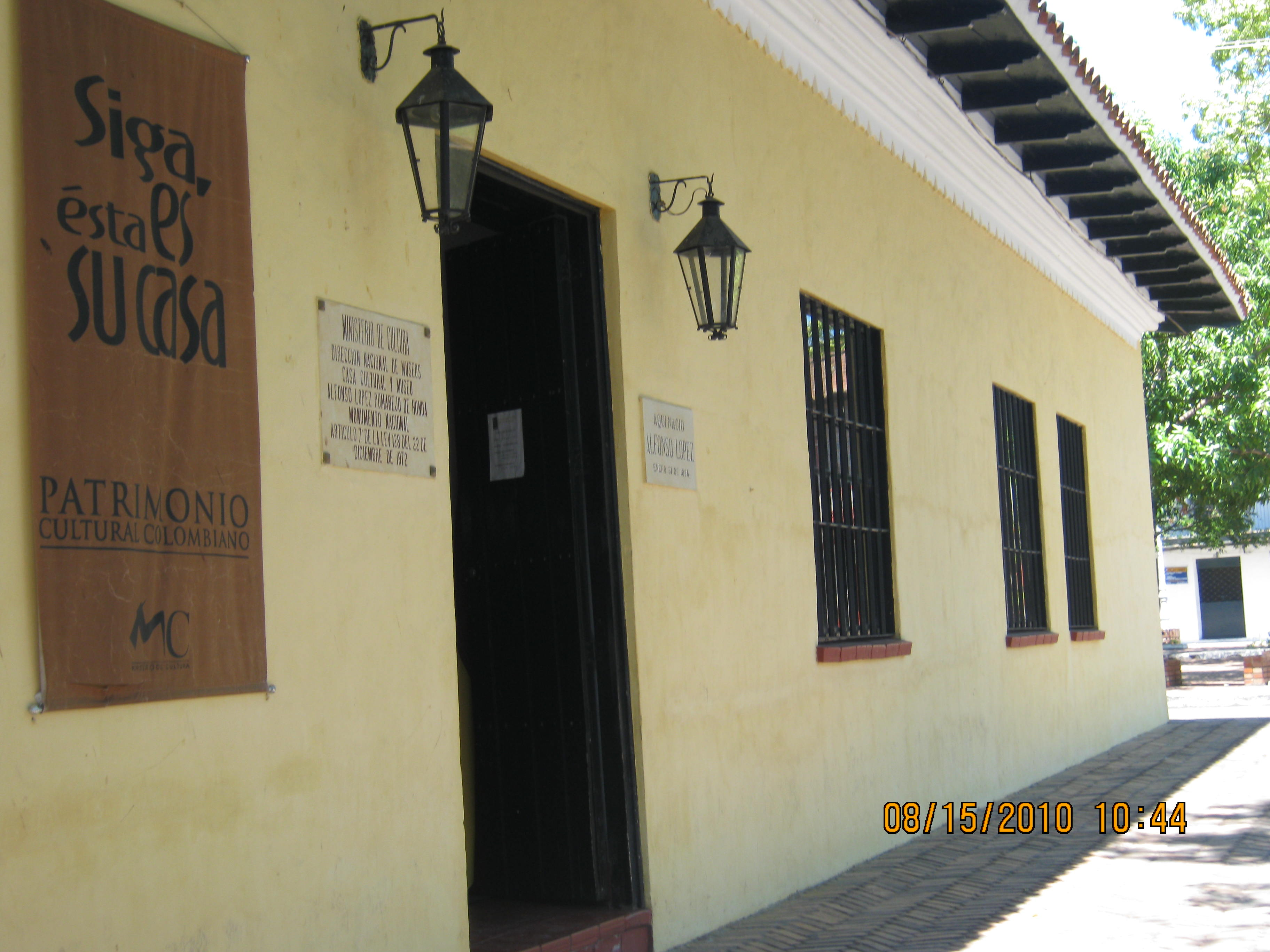
Casa Museo de López, Honda, Tolima

Su casa de nacimiento, en Honda, fue convertida en un museo en honor a su memoria y es una de las principales atracciones del sector. En su residencia final (en Londres), también hay una placa que conmemora su vida y obra adherida a una de las paredes del inmueble. En Bogotá y Honda (Tolima) existen colegios públicos con su nombre.  

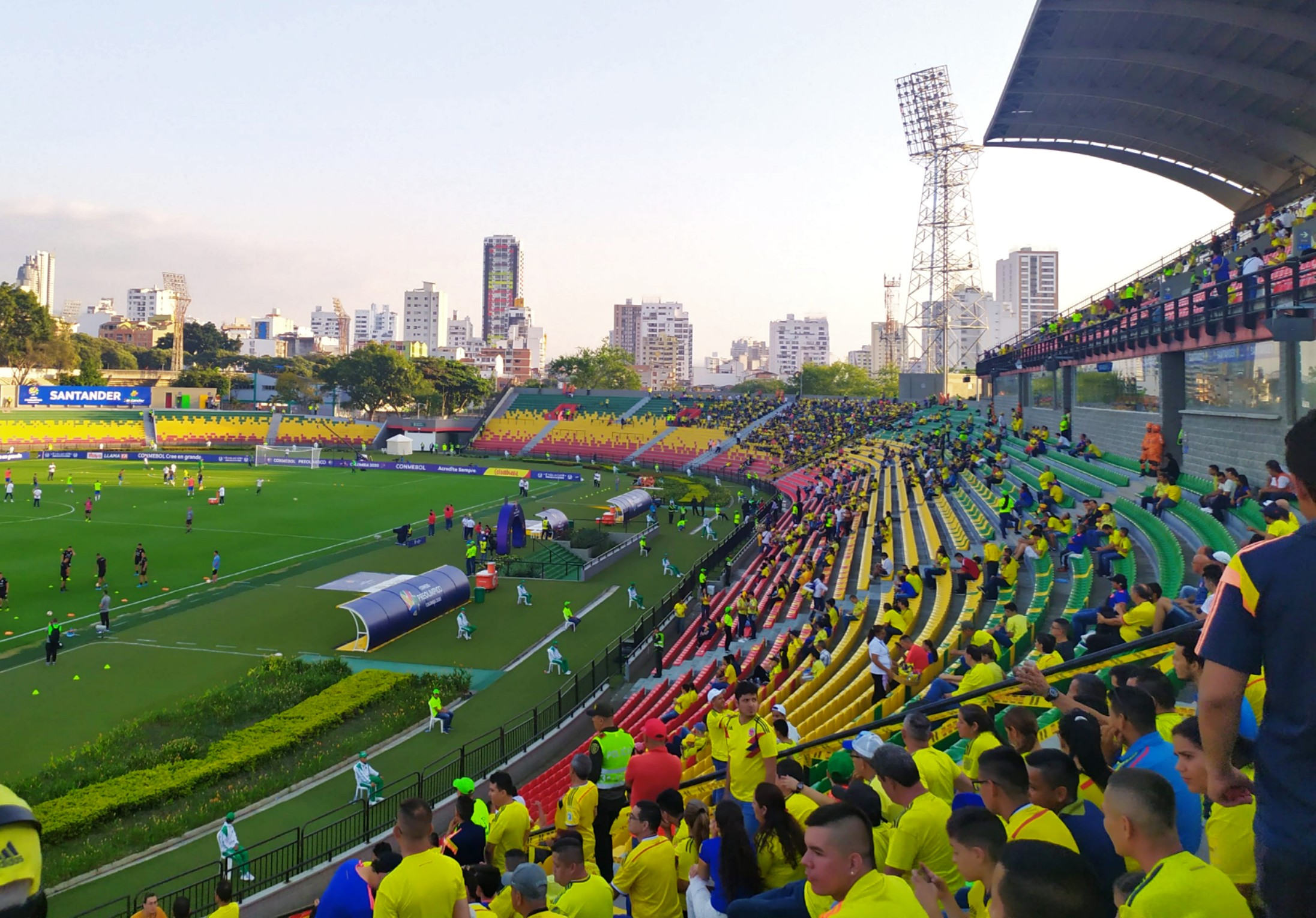
Estadio Alfonso López, en Bucaramanga

La Universidad Nacional de Colombia, se ha dedicado a guardar su memoria, e incluso bautizó uno de sus auditorios con su nombre, y también un centro de convenciones en la misma institución. También son frecuentes los conversatorios y publicaciones que hacen para conmemorarlo. 
En 1967 los directivos de la Universidad Nacional de Colombia, y como conmemoración a los 100 años de la fundación de la institución, encargaron una escultura de López a la artista Feliza Bursztyn. La obra sólo se pudo inaugurar hasta 2009. La inauguración de la obra se retrasó luego de varios años de aplazamientos y de la huida de la artista a México por la persecución de la que fue objeto por parte del presidente de la época Julio César Turbay.

### Topónimos
El estadio de fútbol de la Ciudad Universitaria de Bogotá (de la que forma parte la Universidad Nacional) lleva el nombre de Alfonso López Pumarejo. El estadio de fútbol de Bucaramanga también fue bautizado en su nombre. La plaza Mayor de Valledupar fue rebautizada en su nombre, al igual que el aeropuerto de la ciudad. La plaza Alfonso López fue la sede del Festival Vallenato, fundado por su hijo, Alfonso López Michelsen, en 1968, cuando era gobernador del departamento del Cesar.El parque central del municipio de Soacha Cundinamarca fue bautizado en  su nombre Alcaldía de Soacha - parque central